# Song Dae-kwan
Dans ce nom coréen, le nom de famille, Song, précède le nom personnel.
Pour les articles homonymes, voir Song (homonymie).
Song Dae-kwan (en coréen : 송대관), né le 2 juin 1946 à Chongup et mort le 7 février 2025 à Séoul, est un chanteur trot sud-coréen.

## Biographie

### Jeunesse
Song Dae-kwan naît à Chongup situé à l'époque sous le gouvernement militaire de l'armée des États-Unis en Corée. Son grand-père a souvent des ennuis avec les autorités de l'occupation japonaise en raison de son soutien à l'indépendance de la Corée.
Son père disparaît pendant la guerre de Corée et n'a jamais été retrouvé. Ainsi, il est élevé par sa mère seule, et il obtient son diplôme de fin d'études secondaires à Jeonju.

### Carrière
En 1965, Song Dae-kwan déménage à Séoul et fait la connaissance de Son Jin-seok, le président d'Oasis Records, devenant chanteur. Song Dae-kwan sort un album en 1971, mais c'est son album de 1975 qui l'aide à accéder à la célébrité.
En 2022, il devient ambassadeur honoraire de Jeonbuk avec trois autres chanteurs.

### Mort
Song Dae-kwan souffre de nombreux problèmes de santé et subit trois opérations, mais il rencontre des difficultés pendant sa convalescence. Il meurt d'une crise cardiaque à Séoul à l'âge de 78 ans.

## Discographie

### Albums
- 2001 : Song Dae Kwan - Song & Life
- 2002 : Big Star Super Golden (avec Koyote)